# Dmitri Grigorjewitsch Chwostow
Dmitri Grigorjewitsch Chwostow (russisch Дмитрий Григорьевич Хвостов; * 21. August 1989 in Iwanowo, RSFSR) ist ein russischer Basketballspieler. Chwostow wechselte 2005 in die Jugendmannschaften von MBK Dynamo aus Moskau und wurde in der Folge auch in der Herrenmannschaft des Vereins eingesetzt, so dass er bereits als 17-Jähriger im höchsten europäischen Vereinswettbewerb EuroLeague debütierte. Nach der Relegation des Vereins 2011 aus der höchsten russischen Spielklasse wechselte er zum russischen Vizemeister BK Chimki. Mit der russischen Nationalmannschaft nahm er an der Basketball-Weltmeisterschaft 2010 sowie der Basketball-Europameisterschaft 2011 teil, bei der man eine Bronzemedaille gewann. Die gleiche Art der Medaille konnte er dann auch bei den Olympischen Spielen 2012 mit der russischen Nationalmannschaft erringen.

## Karriere
Nach der U16-Europameisterschaft 2005 wechselte Chwostow aus seinem Heimatort zu Dynamo Moskau. Nach dem Gewinn der russischen Junior-Liga 2006 wurde er in der folgenden Spielzeit 2006/07 in nahezu allen Ligaspielen der Herrenmannschaft in der Superleague Russland eingesetzt und bekam als 17-Jähriger auch Spielzeit in der EuroLeague 2006/07, in der in den Viertelfinal-Play-offs gegen den späteren Titelgewinner Panathinaikos Athen ausschied. Im Sommer 2007 stand er kurz vor einer Nominierung für den Endrundenkader der Herren für die EM 2007, wurde als einer der letzten Spieler von Nationaltrainer David Blatt doch noch gestrichen. So verpasste er den überraschenden Titelgewinn der russischen Nationalmannschaft nach einem Finalerfolg über Gastgeber Spanien. Nach dem vierten Platz in der russischen Meisterschaft 2007 gewann man 2008 die Play-off-serie um den dritten Platz und damit eine Bronzemedaille in der russischen Meisterschaft. Unter Trainer Svetislav Pešić erreichte man im ULEB Cup 2007/08 das Halbfinale, verlor dort aber gegen Pešić’ ehemaligen Verein Akasvasyu Girona und belegte den dritten Platz nach einem Sieg im kleinen Finale gegen Galatasaray Café Crown. Mit neuem Trainer erreichte man im Eurocup 2008/09, so der neue Name des ULEB Cup, erneut das  Elite-Eight-Turnier, schied diesmal aber bereits im Viertelfinale aus. In der russischen Meisterschaft schied man als Drittplatzierter der Hauptrunde diesmal bereits in den Viertelfinal-Play-offs aus. Chwostows Spielanteile stagnierten in dieser Zeit bei Dynamo und er wurde auch zwischenzeitlich immer noch in der Reservemannschaft eingesetzt. Bei der U20-Europameisterschaft 2009 erreichte die russische Juniorenauswahl zwar nur den neunten Platz, aber Chwostow war mit 6,1 Assists pro Spiel klar der beste Vorlagengeber des gesamten Turniers. Im Eurocup 2009/10 schied man bereits nach sechs Niederlagen in sechs Spielen in der Vorrunde aus, während man in der russischen Meisterschaft erneut wie 2007 und 2008 am dominierenden Serienmeister und Lokalrivalen PBK ZSKA Moskau scheiterte und letztendlich den vierten Platz belegte. Im Sommer 2010 nominierte Nationaltrainer Blatt Chwostow schließlich doch für einen Endrundenkader. Bei der WM 2010 wurde er in allen Spielen eingesetzt und blieb mit seinen Mannschaftskameraden in der Vorrunde bis auf eine Niederlage gegen Gastgeber Türkei siegreich. Im Viertelfinale verlor man jedoch gegen Serbien und belegte am Ende den siebten Platz.
In der neu gegründeten PBL als höchster russischer Spielklasse belegte Dynamo am Ende der Spielzeit 2010/11 den vorletzten Tabellenplatz und bekam anschließend auch noch die Lizenz entzogen, so dass Chwostow zum Vizemeister im Moskauer Vorort Chimki wechselte. Bei der EM 2011 gewann man alle Vor- und Zwischenrundenspiele und konnte im Viertelfinale diesmal auch Serbien besiegen. Anschließend verlor man jedoch das Halbfinale gegen Frankreich, konnte jedoch durch einen Sieg im kleinen Finale über die Überraschungsmannschaft des Turniers Mazedonien die Bronzemedaille sichern. Mit BK Chimki gewann er in der PBL zweimal die Vizemeisterschaft hinter ZSKA Moskau 2012 & 2013 und den Eurocup 2011/12, doch in der EuroLeague 2012/13 scheiterte man knapp am Viertelfinaleinzug. Als Ergänzungsspieler der russischen Nationalmannschaft nahm er an den Olympischen Spielen 2012 in London teil, bei denen sich die russische Auswahl erneut eine Bronzemedaille sichern konnte, als man den Amerikameister und Bronzemedaillengewinner von Peking 2008 Argentinien im Spiel um den dritten Platz besiegen konnte. Chwostow wurde jedoch nur in vier Spielen bei diesem Turnier eingesetzt. Zur Saison 2013/14 wechselte er vom finanziell angeschlagenen russischen Vizemeister zum Klub aus Nischni Nowgorod.

## Auszeichnungen und Erfolge
- 2013 Sieger bei der Universiade 2013
- 2012 Bronzemedaillengewinner bei den Olympischen Spielen in London
- 2012 Sieger im ULEB Eurocup mit Chimki
- 2011 Bronzemedaillengewinner bei der EM 2011